# Arctic Circle Trail
De Arctic Circle Trail is een langeafstandswandelpad in Groenland van Kangerlussuaq naar Sisimiut. De totale afstand bedraagt ongeveer 165 kilometer, maar de tocht kan uitgebreid worden tot ongeveer 202 km. In normale omstandigheden neemt de tocht negen dagen in beslag. Tijdens de tocht kan gebruikgemaakt worden van hutten die op regelmatige afstand (ca. 20 km) geplaatst zijn, toch is het raadzaam steeds een tent mee te nemen.
De beste periode om deze tocht te ondernemen is van half juni tot half september. In de winter wordt dit parcours afgelegd door middel van hondensleeën en staat het bekend als de Arctic Circle Race.

## Afbeeldingen

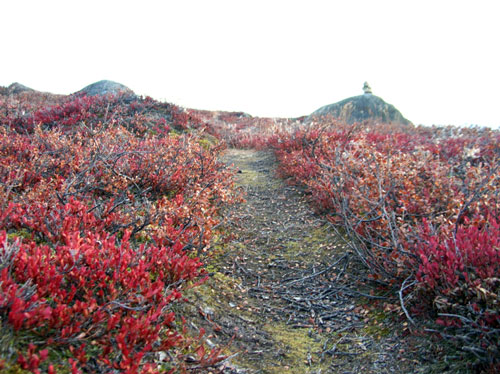
Landschap op de route
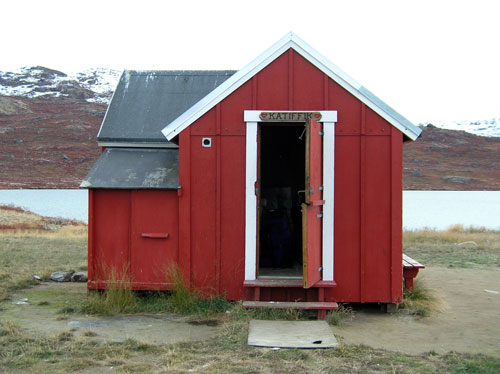
Een trekkershut
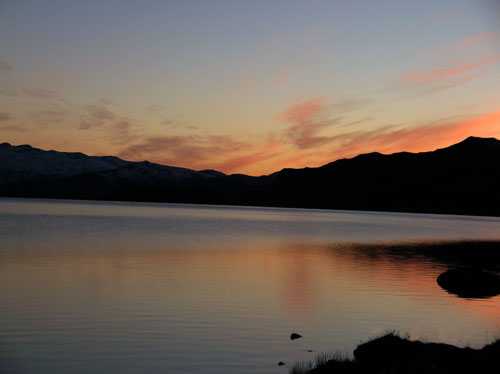
Zonsondergang boven het Amitsorsuaqmeer
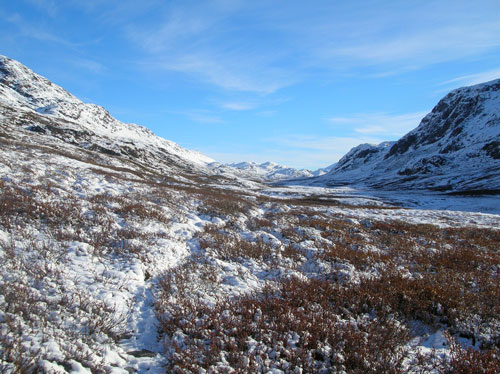
Op de route nabij Sisimiut
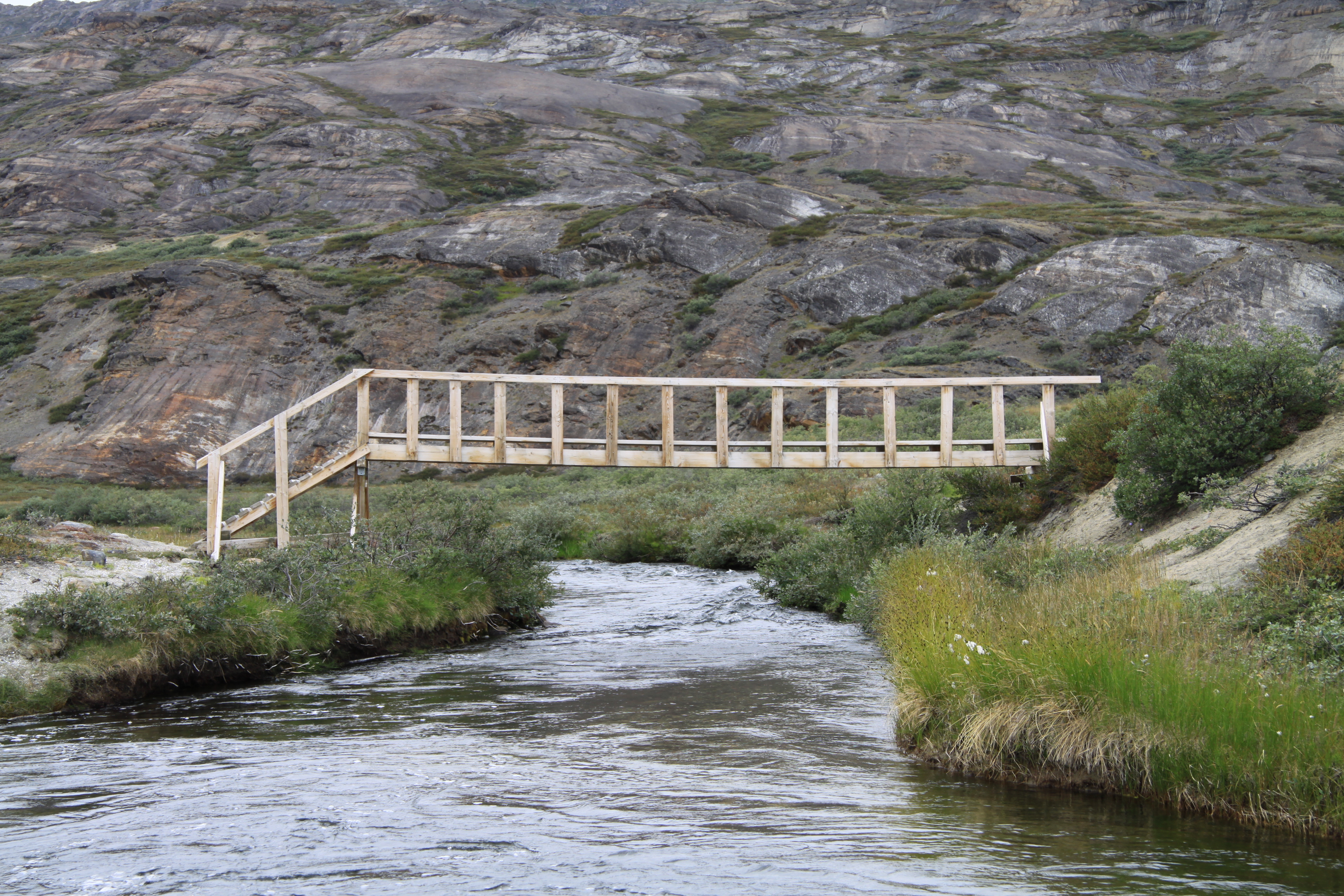
Brug over de Itinneq rivier